# Tarquin Blackwood
Tarquin Anthony "Quinn" Blackwood è un personaggio immaginario della saga delle Cronache dei vampiri di Anne Rice. Appare per la prima volta in Il vampiro di Blackwood .

## Vicende di Quinn
Tarquin Blackwood è un vampiro ventenne che ha sempre vissuto affiancato da uno spirito persecutorio, soprannominato Goblin. Quando gli viene dato il Dono Tenebroso da parte di Petronia, Goblin lo attacca e comincia a nutrirsi del suo sangue; perciò Quinn, temendo che lo spirito diventi troppo pericoloso e addirittura che tale nutrimento possa far nascere una nuova specie di vampiri, chiede aiuto al potente vampiro Lestat.
Quinn gli racconta tutta la sua vita, da quando ha conosciuto Goblin, a quando è morta Lynelle, la sua amata maestra. Da quando conosce Mona Mayfair, il suo grande amore, a quando seduce Jasmine. Da quando scopre di avere un figlio, a quando cominciano a morire i suoi familiari, lasciandogli tutto e divenendo così l'ultimo erede della fortuna dei Blackwood. Lestat rimane affascinato da Quinn e dalla sua famiglia, perciò chiede aiuto a Merrick Mayfair, diventata vampiro grazie a Louis de Pointe du Lac. Merrick riesce finalmente ad eliminare Goblin (anche se il gesto le costa la vita), prima però scoprendo un segreto di cui era all'oscuro anche Quinn: lo spirito persecutorio era quello del suo gemello, morto appena partorito.
In seguito Lestat soggiorna per un po' di tempo nell'ampia tenuta dei Blackwood, nei pressi di New Orleans assieme a Quinn, con il quale instaura un felice connubio; finché la loro vita viene sconvolta dall'arrivo di una donna mortale, Mona Mayfair, allo stremo delle forze, una giovane ed avvenente donna di cui Quinn era perdutamente innamorato prima di diventare un vampiro. Poco dopo arriva alla tenuta anche la cugina di Mona, Rowan Mayfair, famosa scienziata, della quale è Lestat a perdere la testa. Le due donne però nascondono un segreto: sono entrambe delle Streghe Mayfair e madri dei Táltos, esseri superiori dotati di poteri straordinari. E Rowan vorrebbe riportare Mona in ospedale, perché sta per morire.
Lestat, per amore di Quinn, trasforma Mona in vampiro, così da garantire all'amico l'eterna presenza dell'amata. I tre quindi vanno a cercare i Taltos sopravvissuti e salvano gli ultimi tre, portandoli al centro ricerche dei Mayfair, presieduto da  Rowan Mayfair. Nonostante l'amore che Lestat prova per Rowan, per ora egli decide di non trasformala in vampiro, nonostante le sue richieste, perché lei deve prima completare la sua missione di salvare i Taltos e di far funzionare adeguatamente il centro di ricerche mediche, a cui aveva dedicato la sua esistenza.